# József Éles
József Éles (* 16. Februar 1969 in Budapest) ist ein ungarischer Handballtrainer und ehemaliger Handballspieler.

## Karriere
Der 1,90 m große und 86 kg schwere Rechtshänder wurde zumeist im linken Rückraum eingesetzt. Er begann beim Budapest Spartacus SC, mit dem er später in der zweiten ungarischen Liga spielte. 1989 wechselte er zum Erstligisten Solymári SC, den er 1991 zu einem Podestplatz führte. Daraufhin verpflichtete ihn der KC Veszprém, den er in den folgenden zwölf Jahren zu einem internationalen Spitzenklub werfen sollte. Gleich in seinem ersten Jahr gewann er den Europapokal der Pokalsieger, ein Jahr darauf erreichte er erneut das Finale. Am 1. Juli 2000 verletzte sich Éles bei einem Autounfall schwer. Dabei erlitt er eine Gehirnerschütterung, einen Bruch des Schlüsselbeins und Bänderrisse im Knie. Nach einem Jahr Rehabilitation kehrte er in der Vorbereitung auf die Saison 2001/02 zurück aufs Feld. In der EHF Champions League 2001/02 erreichte er das Finale gegen den SC Magdeburg, das er trotz eines Heimsieges durch eine Fünf-Tore-Niederlage in Magdeburg noch verlor. Nach zehn Meisterschaften und Pokalsiegen schloss sich der erfolgreichste Torschütze der Vereinsgeschichte dem griechischen AC Filippos Verias an und spielte gemeinsam mit weiteren Altstars wie Wjatscheslaw Atawin und Alexander Tutschkin. Nach zwei erfolglosen Spielzeiten ließ er seine Karriere beim Schweizer GC Amicitia Zürich ausklingen.
Mit der Ungarischen Nationalmannschaft bestritt József Éles zwischen 1989 und 2000 179 Länderspiele, in denen er 828 Tore erzielte. Obwohl er mit Ungarn nie eine Medaille gewinnen konnte, gehörte er doch stets zu den besten Torschützen bei internationalen Turnieren. So wurde Éles gemeinsam mit Marc Baumgartner und Yoon Kyung-shin bei der Weltmeisterschaft 1993 Torschützenkönig, bei der Weltmeisterschaft 1997 Zweiter hinter Yoon und bei der Weltmeisterschaft 1999 Vierter. Er nahm auch an den Olympischen Spielen 1992 teil.
Als Trainer war Éles zunächst in der Schweiz beim GC Amicitia Zürich und beim TV Endingen, in Rumänien bei CSU Politehnica Timișoara sowie in Ungarn bei Gyöngyösi FKK und Kiskunhalas NKSE aktiv. Ab 2011 betreute er die Frauennationalmannschaft der Dominikanischen Republik. Er betreibt eine eigene Handballschule in Balatonalmádi.

## Erfolge
- Ungarischer Meister 1992, 1993, 1994, 1995, 1997, 1998, 1999, 2001, 2002, 2003
- Ungarischer Pokalsieger 1992, 1993, 1994, 1995, 1996, 1998, 1999, 2000, 2002, 2003
- Europapokal der Pokalsieger 1991/92
- Finalist im Europapokal der Pokalsieger 1992/93
- Finalist in der EHF Champions League 2001/02
- Torschützenkönig der Weltmeisterschaft 1993
- Torschützenkönig der ungarischen Liga 1997/98
- Torschützenkönig der EHF Champions League 1997/98
- Rekordtorschütze von KC Veszprém mit 1606 Toren in 190 Spielen[3]
- Ungarns Handballer des Jahres 1992, 1993 und 1997
- Zweiter bei der Wahl zum Welthandballer 1997